# Cake to Bake
„Cake to Bake“ е песен на латвийската група „Аарземниеки“, с която групата ще представи Латвия на „Евровизия 2014“.
На финала на националната селекция песента получава равен брой точки с тази на Донс. Певецът обаче остава подгласник, тъй като телевотът има по-голяма тежест.
Идеята на песента е, че са важни малките неща в живота. Текстът ѝ засяга някои от постиженията на човечеството – построяването на Великата китайска стена, търсенето на изгубения свят на Атлантида и закона за гравитация, открит от Нютон след инцидент с ябълка. Но това, което копнее лирическият герой е да си направи торта.